# Francisco Petrônio
Francisco Petrônio, nome artístico de Francisco Petrone (São Paulo, 8 de novembro de 1923 – São Paulo, 19 de janeiro de 2007) foi um cantor brasileiro.

## Biografia
Filho de imigrantes italianos, nasceu no bairro do Bexiga, em São Paulo, no dia 8 de novembro de 1923.
Cantava desde a infância, e costumava contar: "Quando eu era criança, meu pai chamava amigos e companheiros e me colocava sobre uma cadeira para que eu cantasse. Ser cantor era um sonho de criança que apenas em 1961 tornou-se realidade. Eu era taxista e costumava cantar enquanto dirigia. Numa dessas corridas um passageiro e cantor chamado Nerino Silva gostou de minha voz e me levou para fazer um teste na TV Tupi. Cantei, e o Cassiano Gabus Mendes que na época era diretor artístico da emissora, gostou da minha voz e me contratou para a Rádio e a TV Tupi".
Em 1964 gravou a música "Baile da Saudade" que marcou sua carreira e bateu recordes de vendas. Na televisão, em 1966, Petrônio criou o programa "Baile da Saudade", apresentado na TV Paulista, aproveitando a boa receptividade da música que levava o mesmo nome. Posteriormente, passou por várias emissoras brasileiras, como TV Bandeirantes, TV Gazeta, com o programa "Trasmontano em Família", TV Cultura, com "Festa Baile", TV Record, com "O Grande Baile" e Rede Vida, com o programa "Cantando com Francisco Petrônio".
Conhecido também como o "Rei do Baile da Saudade", Francisco Petrônio passou a realizar shows e bailes da saudade por todo o Brasil. Certa ocasião Petrônio declarou: "Continuo fazendo o que melhor sei fazer, ou seja, cantar. Até quando não sei, Deus é quem dirá. A única certeza que tenho é que estou aqui de passagem e preciso entoar meu cântico aos que gostam de me ouvir cantar".
Em 46 anos de carreira, gravou cerca de 750 músicas e teve lançados 55 discos e CD´s, entre gravações solo, participações especiais e regravações.  Casado com Rosa Petrone, teve três filhos, José, Armando e Francisco Jr., e seis netos, Alessandro, Leandro, Thiago, Juliana, Camila e Rafaela.
Petrônio morreu em São Paulo no dia 19 de janeiro de 2007, aos 83 anos, vitima de complicações de uma infecção abdominal. Está sepultado no Cemitério do Araçá.

## Discografia
- (2000) Nostalgia Della Terra nostra • CD
- (1997) Lembranças • RGE • CD
- (1995) Trinta anos de saudade • RGE • CD
- (1995) Francisco Petrônio e Dilermando Reis • Continental • CD
- (1978) Tributo a carinhoso • Continental • LP
- (1977) Francisco Petrônio homenageia Francisco Alves • Continental • LP
- (1977) Francisco Petrônio • Continental • LP
- (1976) Tempo de seresta - vol 1 • Continental • LP
- (1975) O melhor de Uma voz e um violão em serenata • Continental • LP
- (1973) Uma voz e um violão em serenata - vol 7 • Continental • LP
- (1971) Uma voz e um violão em serenata - volume 6 • Continental • LP
- (1964) Cigana/Trono azul • Continental • 78
- (1964) Valsa dos namorados/Eu pago esta noite • Continental • 78
- (1964) O romântico • Continental • LP
- (1963) Caminho escuro/Eu...te amo • Continental • 78
- (1963) O amor mais puro/Maria das bonecas • Continental • 78
- (1963) Natal da minha terra/Nova flor • Continental • 78*
- (1963) Ti guarderò nel cuore/na sera e maggio • Continental • 78
- (1963) O grande baile da saudade • Continental • LP
- (1963) Uma voz e um violão em serenata - volume 2 • Continental • LP
- (1962) Segredo/Disfarce • Continental • 78
- (1962) Esposa/Não me peças mais perdão • Continental • 78
- (1962) A você mãezinha/Bolero triste • Continental • 78
- (1962) Balada do homem sem rumo/Bolero triste • Continental • 78
- (1962) Uma voz e um violão em serenata • Continental • LP
- (1961) Agora/Não me falem dela • Chantecler • 78[4]